# Antequera (Bolivia)
Antequera è un comune (municipio in spagnolo) della Bolivia nella provincia di Poopó (dipartimento di Oruro) con 3.065 abitanti dato 2010).

## Cantoni
Il comune è suddiviso in 3 cantoni.
- Antequera
- Chalguamayu
- Tutuni